# Игнатьев, Александр Сергеевич
Александр Сергеевич Игнатьев (7 ноября 1971, Ленинград, СССР) — советский и российский футболист, полузащитник.
На детско-юношеском уровне играл за ФК «Турбостроитель». Первый клуб — ленинградское «Динамо» (1990—1992). Следующие четыре сезона провёл в клубе высшей лиги «Жемчужина» Сочи. В 1997 году перешёл в элистинский «Уралан» из первого дивизиона. В 1999 перешёл в «Торпедо» Москва, в середине следующего сезона — в «Локомотив» Нижний Новгород. Следующие два сезона провёл в клубах второго дивизиона «Чкаловец-1936» Новосибирск и «Петротрест» Санкт-Петербург. В 2004 году Игнатьев играл в чемпионате Казахстана за петропавловский «Есиль-Богатырь», в 2005 году перешёл в ФК «Тараз», но из-за невыплаты зарплаты был вынужден вернуться в Россию. С 2005 года выступал в чемпионате Санкт-Петербурга.

## Достижения и награды
- Бронзовый призёр чемпионата России (2000).
- Звание Герой Калмыкии с вручением Ордена Белого Лотоса за большой вклад в победу над московским «Спартаком».[3].